# 2014年尼泊爾暴風雪災難
2014年尼泊爾暴風雪災難發生於2014年10月14日，位於尼泊爾中部，導致至少43人死亡，包括至少21名徒步旅行者。此次災難由於在安納布爾納峰群和道拉吉里峰周圍發生的異常嚴重的暴風雪和雪崩所致。這一事件被稱為尼泊爾有史以來最嚴重的徒步旅行災難。

## 事件經過

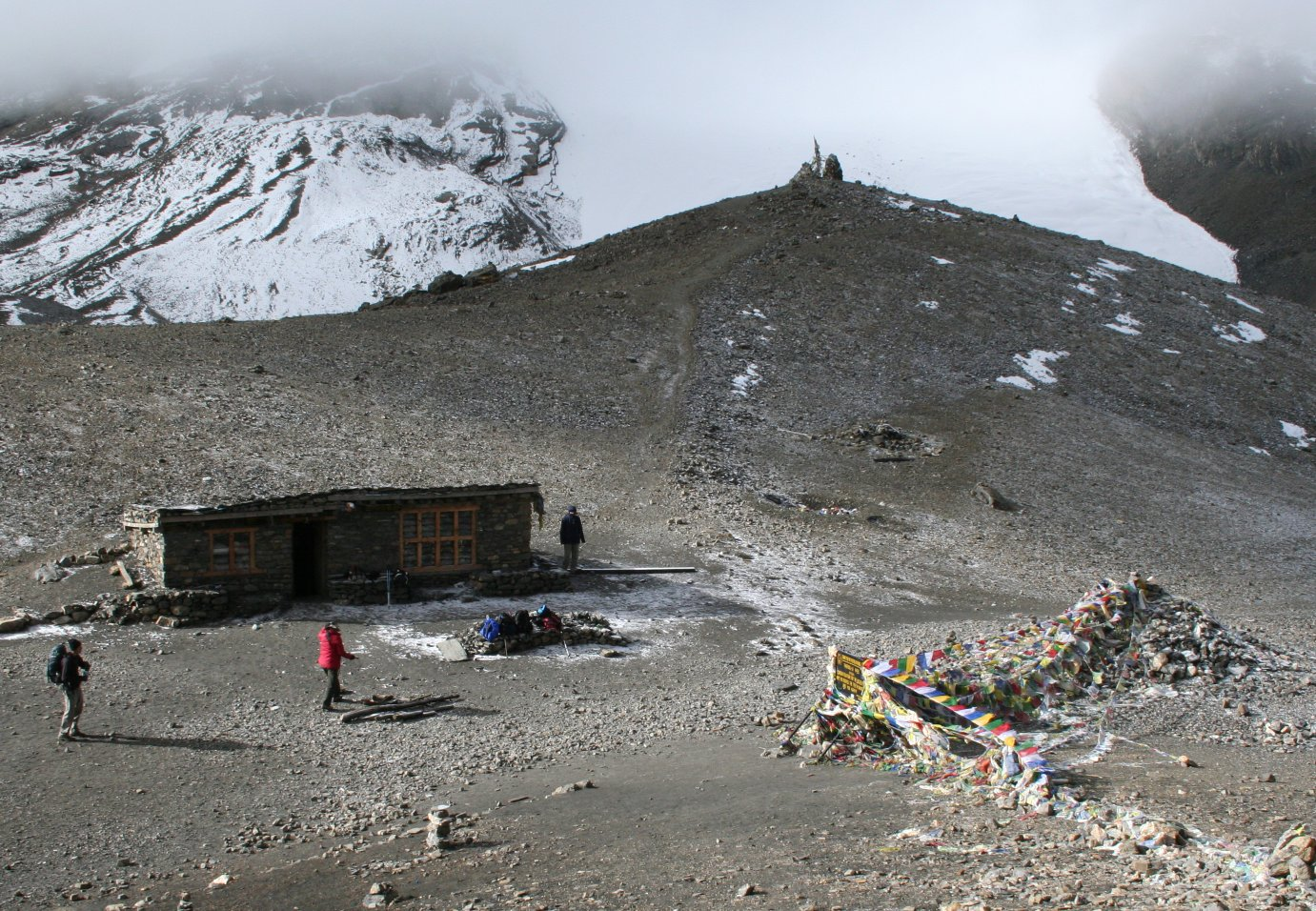
駝龍埡口，攝於2006年

在2014年10月14日，馬南縣和木斯唐地區的安納布爾納峰群和道拉吉里峰周圍發生了一場暴風雪和一系列雪崩。據一位匿名專家稱，暴風雪由颱風哈德哈德引發，是十年來最嚴重的一次，12小時內降雪量接近1.8（5英尺11英寸）。暴風雪是由熱帶氣旋與上層槽的異常結合引起的。.
馬南縣的電力、手機服務和互聯網連接中斷，妨礙了救援工作。 當時，該地區的徒步旅行者來自多個國家，包括78名新西蘭公民。國際援助的第一個呼籲來自以色列駐加德滿都大使館，因為被困的遊客通過當地的一個嚮導從山上帶下來了一張手寫的求救信。10月15日，21名來自尼泊爾、斯洛伐克和德國的徒步旅行者和嚮導在前一天雪崩後被救出。 到10月19日，搜索和救援行動結束時，已有多達400人從包括駝龍埡口、馬南縣和木斯唐地區，以及木斯唐的圖庫奇大本營等各個地區被救出。
暴風雪至少導致43人喪生。死者中包括來自多個國家的21名在安納布爾納環線徒步旅行的旅行者，還有兩名在道拉吉里大本營的斯洛伐克登山者，以及幾名當地的尼泊爾山地嚮導、廚師和牦牛牧民。 估計多達50人失踪，報告稱有175人受傷，包括嚴重凍傷。

## 影響
當地當局因未能充分警告即將來臨的惡劣天氣而受到批評。尼泊爾總理蘇希爾·柯伊拉臘稱，在全球天氣更新每秒鐘都可獲取的時代，這次生命的損失是「極其悲慘的」，並表示將改進天氣預警系統。尼泊爾旅遊部表示，此次事件「給我們上了一課」，需要更多的緊急避難所和更好的天氣追蹤和通信設備以防止未來的悲劇。新提出的程序和規定包括徒步旅行者登記、檢查站、全球定位系統跟蹤裝置和強制使用受過訓練的當地嚮導。然而，當時的規定要求徒步旅行者在各個路標處登記，並已經建議使用持證嚮導。當時沒有系統來通知徒步旅行者沿途的天氣狀況。